# Mundwerk-Crew
Mundwerk-Crew ist eine achtköpfige Hip-Hop-Gruppe aus dem Chiemgau. Funk- und Reggae Elemente sind ebenso fester Bestandteil ihrer Musik wie deutschsprachige, teils sozialkritische Texte.

## Bandgeschichte
Die Mundwerk-Crew gründete sich 2007 im Chiemgau in einer Drei-Mann Besetzung, bestehend aus den beiden MCs und Gründern der Gruppe Tobias Klauser (alias Touze) und Sebastian Riepp (alias Sebaino) sowie Maximilian Niedergünzl (alias Dj Maximi). Klauser und Riepp verbindet seit ihrer Kindheit eine enge Freundschaft und eine gemeinsame musikalische Zeit, mit Einflüssen aus Rock, Jazz und Funk. Die dreiköpfige Combo veröffentlichte Anfang 2007 ihren ersten gepressten Tonträger Reimwandfrei im Eigenvertrieb. Es folgten Jahre mit vielen Live-Auftritten im lokalen Raum und auf kleineren Festivals sowie Support-Shows vor nationalen Größen wie den Beginnern, Dendemann, Fiva, Texta und Dynamite Deluxe.
2011 erschien ihr gemeinsames Debütalbum Brot für die Szene, das einen wilden Mix aus HipHop, Funk, Reggae und experimentellen Elementen bietet. Die Mundwerk-Crew trat im bayerischen Fernsehen als On3 Band der Woche auf und präsentierte sich zweimal live in der Sendung Südwild. Bayerische Radiosender und auch der österreichische Sender FM4 spielten ihre Musik. Eine Videoproduktion zum Song Der Sommer ist da folgte. Bald darauf formierte sich die Gruppe zu einer Liveband mit Schlagzeug (Christian Schnitter), Bass (Michael Stettmeier), Gitarre (Fabian Jungreithmayr) und Keyboard (Gerhard Vorauer).
In dieser Besetzung spielte die Mundwerk-Crew den ersten großen Auftritt auf einem Festival beim Chiemsee Reggae Summer. Die Band LaBrassBanda war von dem neuen Sound so begeistert, dass sie die Crew im Herbst mit auf Deutschland-Tournee nahm.
Auftritte in ganz Deutschland und Österreich, in Clubs und auf Festivals folgten. Ihr CD-Programm von Brot für die Szene wurde durch Soloeinlagen und Freestyle Parts erweitert. Dj Maximi verließ die Band aus privaten Gründen und kurz darauf nahm DJ DaMOP (Manuele Oswald Petrich) seinen Platz an den Turntables ein.
2012 präsentierte sich die Gruppe erneut auf dem Chiemsee Reggae Summer und vielen weiteren Festivals. Ein weiteres Bandmitglied kam dazu, Thomas Straub an der Trompete.
2013 begann die Band an einem neuen Album zu arbeiten. Die Kreativphase erstreckte sich über das ganze Jahr und wurde begleitet von Live-Auftritten. Die Mundwerk-Crew spielte vermehrt ihre eigenen Headliner Gigs, auf Festivals und in Clubs. Das Goethe-Institut schickte die Band im Mai auf eine 10-tägige Russland-Tour mit etlichen Open-Air-Festivals. Erneut spielte die Gruppe einige Support-Auftritte auf der LaBrassBanda Europa-Tour.
Am 4. April 2014 erschien die Platte #logoamstart über das Label International Bohemia. Vorab-Release des Songs Weiß-Blauer feat. Stefan Dettl war Anfang Februar. Der Song erschien über Sony RCA Deutschland und war bayernweit in allen großen Radiostationen zu hören. Das Jahr brachte über 70 Konzerte mit einer Festival- und Herbsttour sowie großen Promokonzerten (z. B. in der Allianz Arena München vor 35.000 Besuchern). Außerdem wurden Videos zu den Songs „Connected“, „Soundtrack Meines Lebens“ und einer Akustik-Version von „Überdriften“ veröffentlicht. Die Mundwerk-Crew wird mittlerweile von der Booking-Agentur Fädde Deluxe repräsentiert.
Im Frühjahr 2015 begleitete die Mundwerk-Crew die The Makemakes als Support bei deren Österreich-Tournee. Das am 31. Juli 2015 gespielte Konzert am Heimatsound-Festival in Oberammergau wurde sowohl live im Radio übertragen als auch im BR mehrfach ausgestrahlt.
Die Konzertreisen im Jahr 2016 brachte die Band bis nach Frankreich zum Cannes Lions Festival. Im Sommer des Jahres begann die Band mit dem Bau eines eigenen Tonstudios, welches im darauffolgenden Herbst in Betrieb genommen wurde. Die Mundwerk-Crew begann daraufhin mit der Arbeit an einem neuen Tonträger. Im Juni 2017 veröffentlichte die Band ein Video von deren ersten Vorabauskoppelung „Meine Crew“. Im darauffolgenden August unterzeichnete die Band beim Plattenlabel „F.A.M.E. Artist Recordings GmbH“. Im September 2017 folgte das nächste Video von der Single „Laut“. Am 26. Oktober 2017 veröffentlichte die Band deren neues Album „komplementär“, welches zehn neue Songs enthält und erstmals auch auf Vinyl erhältlich ist. Seit Ende 2017 wird die Band noch zusätzlich von der österreichischen Booking-Agentur Spoon Agency vertreten.

## Live
Die Mundwerk-Crew gab seit der Gründung der Liveband im Jahr 2011 über 200 Konzerte im In- und Ausland. Sie teilte sich die Bühne u. a. mit LaBrassBanda, Beginnern, Dendemann, Texta, Dynamite Deluxe, Fiva, Vait, Mono & Nikitaman, The Makemakes, Liedfett, Blumentopf, Erwin und Edwin, Jamaram, Gerard, Chefboss und Wanda.

## Diskografie

### Alben
- 2011: Brot für die Szene (Mundwerk-Crew)
- 2014: #logoamstart (International Bohemia)
- 2017: komplementär (F.A.M.E. Artist Recordings GmbH)

### Singles
- 2014: Weiss-Blauer (RCA Deutschland)[14]
- 2017: Meine Crew (Mundwerk-Crew)
- 2017: Laut (F.A.M.E. Artist Recordings GmbH)[15]

### Videos
- 2010: Der Sommer ist da
- 2013: Das Rad der Zeit
- 2014: Weiss-Blauer
- 2014: Connected
- 2014: Soundtrack meines Lebens
- 2017: Meine Crew
- 2017: Laut